# Celmisia
Celmisia is een geslacht van vaste planten en kleine struiken uit de composietenfamilie (Asteraceae). De meeste soorten zijn endemisch in Nieuw-Zeeland, maar er zijn ook soorten die endemisch zijn in Zuidoost-Australië.

## Soorten
- Celmisia adamsii Kirk
- Celmisia allanii W.Martin
- Celmisia alpina (Kirk) Cheeseman
- Celmisia angustifolia Cockayne
- Celmisia argentea Kirk
- Celmisia armstrongii Petrie
- Celmisia asteliifolia Hook.f.
- Celmisia bellidioides Hook.f.
- Celmisia bonplandii (Buchanan) Allan
- Celmisia brevifolia Cockayne ex Cheeseman
- Celmisia clavata G.Simpson & J.S.Thomson
- Celmisia cockayneana Petrie
- Celmisia compacta Cheeseman
- Celmisia cordatifolia Buchanan
- Celmisia coriacea (G.Forst.) Hook.f.
- Celmisia costiniana M.Gray & Given
- Celmisia dallii Buchanan
- Celmisia densiflora Hook.f.
- Celmisia discolor Hook.f.
- Celmisia dubia Cheeseman
- Celmisia durietzii Cockayne & Allan
- Celmisia gibbsii Cheeseman
- Celmisia glabrescens Petrie
- Celmisia glandulosa Hook.f.
- Celmisia gracilenta Hook.f.
- Celmisia graminifolia Hook.f.
- Celmisia haastii Hook.f.
- Celmisia hectorii Hook.f.
- Celmisia hieraciifolia Hook.f.
- Celmisia holosericea (G.Forst.) Hook.f.
- Celmisia hookeri Cockayne
- Celmisia inaccessa Given
- Celmisia incana Hook.f.
- Celmisia insignis W.Martin
- Celmisia laricifolia Hook.f.
- Celmisia lateralis Buchanan
- Celmisia latifolia (Benth.) M.Gray & Given
- Celmisia lindsayi Hook.f.
- Celmisia longifolia Cass.
- Celmisia lyallii Hook.f.
- Celmisia mackaui Raoul
- Celmisia macmahonii Kirk
- Celmisia major Cheeseman
- Celmisia markii W.G.Lee & Given
- Celmisia monroi Hook.f.
- Celmisia morganii Cheeseman
- Celmisia parva Kirk
- Celmisia petiolata Hook.f.
- Celmisia petriei Cheeseman
- Celmisia philocremna Given
- Celmisia polyvena G.Simpson & J.S.Thomson
- Celmisia praestans Allan
- Celmisia prorepens Petrie
- Celmisia pugioniformis M.Gray & Given
- Celmisia ramulosa Hook.f.
- Celmisia rigida (Kirk) Cockayne
- Celmisia rupestris Cheeseman
- Celmisia rutlandii Kirk
- Celmisia saxifraga (Benth.) W.M.Curtis
- Celmisia semicordata Petrie
- Celmisia sericophylla J.H.Willis
- Celmisia sessiliflora Hook.f.
- Celmisia similis Given
- Celmisia sinclairii Hook.f.
- Celmisia spectabilis Hook.f.
- Celmisia spedenii G.Simpson
- Celmisia thomsonii Cheeseman
- Celmisia tomentella M.Gray & Given
- Celmisia traversii Hook.f.
- Celmisia verbascifolia Hook.f.
- Celmisia vespertina Given
- Celmisia viscosa Hook.f.
- Celmisia walkeri Kirk

## Hybriden
- Celmisia × boweana Petrie
- Celmisia × christensenii Cockayne
- Celmisia × flaccida Cockayne
- Celmisia × linearis J.B.Armstr.
- Celmisia × mollis Cockayne
- Celmisia × morrisonii Cockayne
- Celmisia × poppelwellii Petrie
- Celmisia × pseudolyallii Cockayne